# Charisoma karschi
Charisoma karschi är en insektsart som beskrevs av Bolívar, I. 1903. Charisoma karschi ingår i släktet Charisoma och familjen vårtbitare. Inga underarter finns listade i Catalogue of Life.